# 建設安全研究会
株式会社建設安全研究会は、労働災害防止などに関する安全教育教材の企画制作・販売、オリジナル映像教材の企画・制作、安全教育関連印刷物の企画・制作を手がける日本の企業。1963年10月創業。

## 沿革
- 1963年 -建設安全研究会を中央区八丁堀に設立。建設現場向け「安全3分間放送」テープを制作販売
- 1966年 -工場向け「安全3分間放送」テープを制作販売
- 1968年 -小学校向け「学校安全3分間放送」テープを制作販売
- 1970年 -株式会社 安全放送研究会設立
- 1971年 -建設業向け安全教育スライド「トンネル工事の安全」を発売、以後年間3〜4本制作スライドを発売
- 1991年 -建設安全教育ビデオシリーズ発売、以後年間1〜3本制作ビデオを発売
- 1992年 -株式会社 建設安全研究会へ商号変更
- 1993年 -本社を中央区八丁堀より中央区新富に移す
- 2011年 -本社を中央区新富より中央区入船に移す
- 2014年 -本社を中央区入船2丁目に移す